# Abraxas nigra
Abraxas nigra är en fjärilsart som beskrevs av Rayner 1909. Abraxas nigra ingår i släktet Abraxas och familjen mätare. Inga underarter finns listade i Catalogue of Life.